# Zaleuco

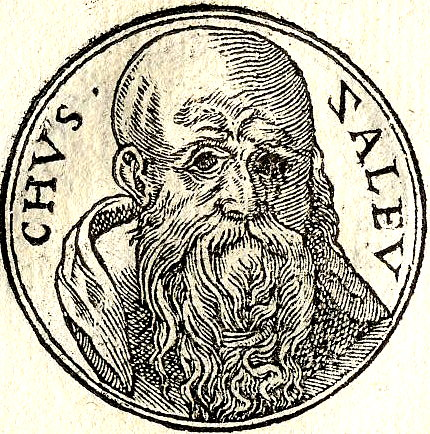
Zaleuko en Promptuarii Iconum Insigniorum.

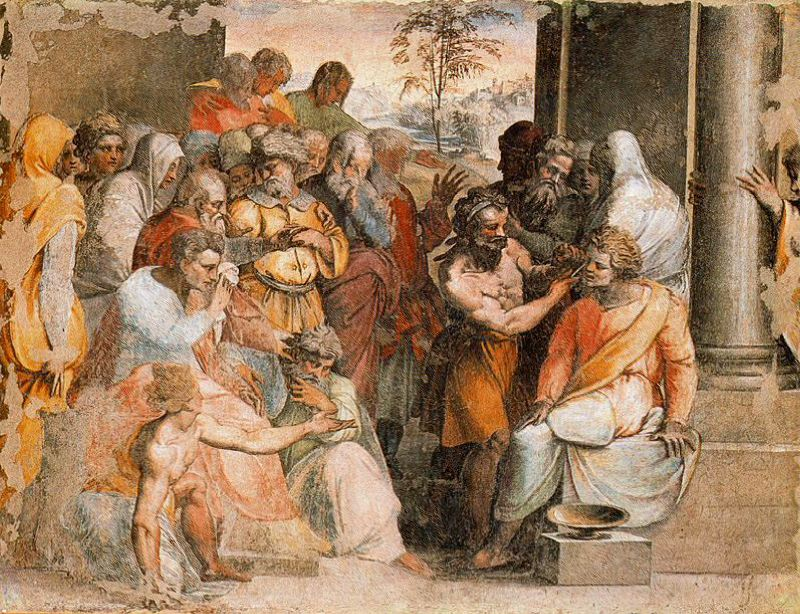
Perin del Vaga, Giustizia di Seleuco (ca. 1521). Florencia, Uffizi.

Zaleuco de Locri, Zaleuko, Zaleucus o Zaleuchus (Zaleukos Ζάλευκος) fue un legislador griego del siglo VII a. C., que dio leyes a la ciudad de Locros Epicefirios, en Magna Grecia; el llamado Código Locrio, que se supone el primer código de leyes escrito de la civilización griega.
Las leyes de Locros se extendieron a Crotona y Sibaris, en la misma época. Se caracterizaban por el simbolismo de las penas, que se relacionaban con la causa del delito.
Su legislación era claramente favorable a los aristoi (aristócratas), aunque neutral y conciliadora entre las facciones que los dividían.
Su figura está rodeada de un halo mítico, con lo que no puede determinarse su historicidad. Se supone que antes de ser legislador había sido un pastor esclavo, que habría sido instruido por Atenea en sueños. También se dice que fue discípulo de Pitágoras (a pesar de que no pudieron ser contemporáneos -éste es del siglo VI a. C.-). Una de las historias que de él se cuentan es la aplicación de su propia ley a su hijo, acusado de adulterio. La ley preveía como castigo cegar ambos ojos; y Zaleuko, que podría haber aprovechado su posición para exonerarle, prefirió distribuir el castigo de forma parcial, mandando cegar un ojo a su hijo y otro a sí mismo. Otra de las leyes que había establecido prohibía la entrada con armas en el recinto del Senado de Locri. Con motivo de una urgencia que lo requería, hubo de incumplir él mismo esa ley; y cuando le hicieron ver la infracción, inmediatamente depuso su espada como sacrificio al orden social. La misma anécdota se cuenta de Carondas de Catania, que se considera su discípulo.
Una de las normas más peculiares de las leyes de Zaleuco era la relativa a su reforma: cualquiera que propusiera una enmienda o adición debía someterla al Consejo de los ciudadanos, presentándose ante él con una soga atada al cuello. Si el Consejo votaba en contra de tal propuesta, el proponente debía ser estrangulado en el acto. Tal procedimiento parece que también debía seguirse en el caso de una interpretación debatida.
Las fuentes antiguas que tratan sobre Zaleuko son la Política, de Aristóteles, la obra de Diodoro Sículo y Cicerón, que recoge que los locrios de su época (siglo I a. C.) le veneraban como autor de sus leyes. Eusebio de Cesarea lo localiza en el segundo año de la 29 Olimpiada (663 - 662 a. C.), y Estobeo reproduce literalmente fragmentos de sus leyes.

Todos los que habitan la ciudad y su territorio, deben creer y tener por cierto que hay dioses; estamos convencidos de esta verdad desde que miramos el cielo, el universo y el orden admirable que reina en todas sus partes; lo cual no es obra del acaso ni de la industria humana. Deben honrar y servir a los dioses como autores de todos los bienes que conseguimos, cuidar de sí mismos y arrojar de su corazón toda pasión criminal, porque los malos no honran á Dios, ni las ofrendas le hacen propicio, ni los espectáculos teatrales le seducen, como a un mal hombre; solamente se le puede agradar con la virtud, con la justicia, con las buenas obras. Que todos se esfuercen en ser buenos por afección  y en efecto, para hacerse agradables á Dios, que tema más la pérdida del honor y la vida que la de sus bienes; el mejor ciudadano será quien más aprecie la virtud, la justicia, que las riquezas. Que los que miran con repugnancia estas verdades y cuyo carácter se inclina á obrar mal, recuerden que hay dioses y que castigan á los malos; que piensen en el último momento de su vida: entonces se recordará el mal que se hizo, se sienten los remordimientos, y se quisiera haber observado una vida inocente. Jamás debe perderse de vista aquel instante fatal. Debe servirnos de regla en todas nuestras acciones.
Preámbulo de las leyes de Zaleuco.

Polibio de Megalópolis, en Historia universal bajo la República romana (Tomo II, Libro XII, cap. IX) cuenta lo siguiente: 

Ley de Zaleuco acerca de la posesión de la cosa contextada hasta definitiva.- Duda acerca de esta ley.- Otra del mismo Zaleuco, acerca de los que pretenden interpretar las leyes.
Seguíase pleito en Locros entre dos jóvenes sobre un esclavo; el uno que lo había poseído por mucho tiempo, y el otro que sólo dos días antes de la contestación había salido al campo y se lo había traído por fuerza a casa estando ausente su dueño. El amo, informado del caso, se dirigió a la casa, cogió su siervo, le presentó en el tribunal, y manifestó que él debía ser el dueño dando fianzas; pues la ley de Zaleuco prevenía que se mantuviese en la posesión de la cosa controvertida durante el pleito a aquel en cuyo poder estaba cuando se contextó. El otro, fundado en la misma ley, sostenía que el siervo debía volver a su casa, pues de ella había sido extraído para traerle a juicio. Los jueces ante quienes dependía aquel pleito, no sabiendo qué decidir sobre el asunto, llevaron al esclavo al Cosmopolita, y le refirieron el hecho. Este supremo magistrado interpretó la ley diciendo que aquellas palabras en cuyo poder estaba cuando se contextó, se debían entender de aquel que últimamente hubiese estado en pacífica posesión por algún tiempo de la cosa contextada. Pero en el caso de que uno llevase a su casa una cosa quitándosela a otro por fuerza, y después el dueño se la extrajese para presentarla en juicio, la posesión de aquel no era legítima. El joven que había salido condenado negó que fuese este el sentido del legislador. Entonces el Cosmopolita propuso si había alguno que quisiese discutir sobre el sentido de la ley, según la fórmula prescrita por Zaleuco. Esta se reducía a que los dos sustentantes explicasen con una soga al cuello el espíritu del legislador en una junta de mil personas; y aquel que peor interpretase el sentido de la ley, fuese ahorcado delante de los mil con su misma soga. A esta propuesta del Cosmopolita replicó el joven, y dijo que no era igual el trato; pues que el Cosmopolita, teniendo ya poco menos de noventa años, apenas le quedarían de vida dos o tres, en vez de que a él le restaba aún probablemente la mayor parte. Con este gracejo el joven redujo a pasatiempo un acto tan serio, y los jueces decidieron según el parecer del Cosmopolita.

Se conservan 14 fragmentos de su código de leyes:
1. A ninguno se le permita alienar su patrimonio, si no le acaece alguna desventura, reconocida públicamente.
2. A los locrianos no se les permita poseer ni esclavos ni esclavas (?).
3. Sáquense los ojos a los adúlteros.
4. Prohíbase a las mujeres llevar vestidos dorados y sedas refinadas si no es para casarse.
5. Deben las mujeres casadas vestir ropas blancas al caminar por el ágora con sus criados, e ir seguidas por una esclava. Las núbiles pueden llevar ropa de varios colores.
6. No se debe acudir con espada a la asamblea.
7. Condénese a multa a quien, volviendo de lejanas regiones, introdujesen novedades (?).
8. Condénesa a muerte al enfermo que hubiese bebido vino contra la prohibición del médico.
9. Prohíbase llorar a los muertos... tras haber sepultado el cadáver.
10. Prohíbase emprender juicio entre dos partes si antes no se ha intentado la reconciliación.
11. Impídase la venta de comestibles por otros que no sean sus productores.
12. Condénese a muerte al ladrón.
13. Sáquese un ojo a quien se lo sacó a otro.
14. El que proponga a la asamblea una reforma o sustitución de una ley vigente, debe llevar una soga al cuello, preparada para ahorcarle si la propuesta no se aprueba.[6]